# Campionato internazionale di scherma 1921
Il primo Campionato internazionale di scherma si disputò nel 1921 a Parigi in Francia. Questa gara vide solamente la competizione di spada maschile individuale.

## Risultati

### Uomini
| Evento                       | Oro           | Argento          | Bronzo                 |
| Spada                        |               |                  |                        |
| Spada individuale (dettagli) | Lucien Gaudin | Gaston Cornereau | Henri Wijnoldy-Daniëls |

## Medagliere
| Posizione | Nazione     |   |   |   | Totale |
| --------- | ----------- | - | - | - | ------ |
| 1         | Francia     | 1 | 1 | 0 | 2      |
| 2         | Paesi Bassi | 0 | 0 | 1 | 1      |
| Totale    | Totale      | 1 | 1 | 1 | 3      |